# آلپ کوتیوس
آلپ کوتیوس (فرانسوی: Alpes Cottiennes‎) نام رشته‌کوهی است در بخش جنوب باختری کوهستان آلپ در اروپا. آلپ کوتیوس بخشی از مرز بین فرانسه (اوت-آلپ) و ایتالیا (پیمونت) را تشکیل می‌دهد.
تونل جاده‌ای فرژوس و تونل راه‌آهن فرژوس بین مودان و سوسا که از شریان‌های مهم ترابری بین فرانسه (لیون، گرونوبل) و ایتالیا (تورین) هستند در آلپ کوتیوس قرار دارند.
نام این رشته‌کوه از نام مارکوس یولیوس کوتیوس گرفته شده که شاه قبایل کلتی و لیگوری این ناحیه کوهستانی بود. این قبایل نخست با ژولیوس سزار مقابله می‌کردند اما سپس با او صلح کردند. این منطقه پس از آن بخشی از یک استان جدید روم به نام استان آلپ کوتیوس شد.